# Чердынь (Красноярский край)
Че́рдынь — деревня в Назаровском районе Красноярского края России. Входит в состав Преображенского сельсовета.

## География
Деревня находится на расстоянии 20 км к югу от города Назарово, административного центра района.

## Население
| 2010 |
| ---- |
| 262  |

### Гендерный состав
По данным Всероссийской переписи населения 2010 года, в деревне проживало 262 человека (127 мужчин и 135 женщин).